# معاداة السامية في حزب العمال البريطاني
قُدّمت ادعاءات عدّة بمعاداة السامية في حزب العمال في المملكة المتحدة منذ انتخاب جيرمي كوربين زعيمًا للحزب في سبتمبر عام 2015. لكن بعد تعليقات طرحتها ناز شاه عام 2014 إلى جانب كين ليفينغجستون عام 2016، والتي بموجبها تم تعليقهما من العضوية في قيد انتظار التحقيق، أنشأ كوربين تحقيق تشاكرابارتي، الذي خلَّص فيه إلى أن الحزب لم «تغلب عليه معاداة السامية أو أية أشكال أخرى من العنصرية»، على الرغم من وجود «جو قلِق في بعض الأحيان» بالإضافة إلى وجود «دليل واضح على المواقف الجاهلة». أجرت لجنة الاختيار البرلمانية المعنية بالشؤون الداخلية تحقيقًا خاصًا في مسألة معاداة السامية في المملكة المتحدة في نفس العام، وقد خلّصت بأنه «لا يوجد أي دليل تجريبي موثوق به يدعم الفكرة القائلة بأن ثمَّة انتشار واضح للمواقف المعادية للسامية داخل حزب العمال أكثر من أي حزب سياسي آخر في المملكة»، على الرغم من عدم اتخاذ القيادة قرار القيام بأي إجراءات «تهدد بإضفاء القوة على الادعاءات القائلة بأن عناصر من حركة حزب العمال معاديين للسامية من الناحية المؤسساتية».
في عام 2017، تم تغيير قواعد حزب العمال لجعل خطاب الكراهية، بما في ذلك معاداة السامية، مسألة تأديبية. ثم في عام 2018، تم الطعن في كوربين بسبب قيامه بإزالة لوحة جدارية بعنوان الحرية من أجل الإنسانية، وهي لوحة يُزعم بأنها معادية للسامية، ردًا على منشور كتبه الفنان الذي رسمها، إلى جانب كونه عضوًا في مجموعات مُشتبهة على موقع فيسبوك، معظمها مناصرة للقضية الفلسطينية، وتحتوي على منشورات متعددة معادية للسامية. في شهر يوليو من ذلك العام، تبنَّت اللجنة التنفيذية الوطنية التابعة لحزب العمال (إن إي سي) تعريفًا خاصًا لمعاداة السامية، وذلك لأغراض تأديبية، الذي تضمن التعريف العملي الذي وضعه التحالف الدولي لذكرى الهولوكوست (آي إتش آر إيه)، مع ذكر العديد من الأمثلة المعدلة المتعلقة بكيفية توجيه الانتقادات إلى إسرائيل نحو معاداة السامية. في سبتمبر من ذلك العام أيضًا، أضافت اللجنة التنفيذية الوطنية 11 مثالًا متعلقًا بالهولوكوست دون أي تعديل على تعريف معاداة السامية، وأدرجتها في ميثاق سلوك الحزب.
في شهري فبراير ويوليو من عام 2019، أصدر حزب العمال معلومات عن التحقيقات في الشكاوى المتعلقة بمعاداة السامية ضد بعض الأعضاء، إذ استقال حوالي 350 عضوًا أو تم طردهم أو تلقيهم لإنذارات رسمية بالفصل. في فبراير عام 2019 أيضًا، استقال تسعة نواب من الحزب، مستشهدين بالاتجاه السياسي اليساري لحزب العمال ومعالجته للادعاءات المتعلقة بمعاداة السامية وانسحاب المملكة المتحدة من الاتحاد الأوروبي- الذين قد شكلوا آنذاك ما يُعرف باسم المجموعة المستقلة للتغيير.
في مايو عام 2019، أعلنت لجنة المساواة وحقوق الإنسان (إي إتش آر سي) تحقيقًا حول ما إذا كان حزب العمال قد «مارس تمييزًا ضد الناس أو مضايقتهم أو إيذائهم بشكل غير قانوني فقط لأنهم من اليهود». في أبريل عام 2020، خلَّص تقرير من 860 صفحة أعدَّه الحزب بشأن معالجة مسألة معاداة السامية إلى أنه «لا وجود لأي دليل» على أن الشكاوى المتعلقة بمعاداة السامية كانت تعامل معاملة مختلفة عن غيرها من أشكال الشكوى، أو أن الموظفين الحاليين أو السابقين كانوا قد «عبّروا عن أي مواقف مشابهة». في أكتوبر من عام 2020، نشرت لجنة المساواة وحقوق الإنسان تقريرها الذي خلَّص إلى أن الحزب «مسؤول بشكل كامل عن أعمال الاعتداء أو التمييز غير المشروعة». وجدت اللجنة أن هناك 23 حالة تدخل سياسي من جانب موظفي مكتب الزعيم وغيرهم وأن حزب العمال قد خرق قانون المساواة في حالتين. عُلّقت عضوية كوربين من حزب العمال ومن ثم تم طرده في 29 أكتوبر عام 2020 وذلك «لعدم قبوله بالتراجع» عن تأكيده أن المعارضين قد بالغوا في تقدير حجم معاداة السامية داخل الحزب.

## القرن العشرين

### حرب البوير الثانية «تمويل يهودي»
في أواخر القرن التاسع عشر، كانت مسألة معاداة السامية شائعة في جميع أنحاء المجتمع البريطاني، وقد انعكس ذلك إلى داخل الأحزاب السياسية، بما في ذلك الليبرالية وحزب العمال. أثناء حرب البوير الثانية (1899-1902) أكَّد بعض أعضاء حزب العمال المعارضين للحرب أن مشغلي مناجم تعدين الذهب اليهود في أفريقيا ومموليها من عائلة روتشيلد الإنجليز كانوا بمثابة القوة الدافعة وراء هذه الحركة، إذ أكَّد زعيم الحزب كير هاردي أن المكاتب المالية اليهودية كانت جزءًا من عصبة «إمبريالية» سرية تروج للحرب. ألقى كل من حزب العمل المستقل ومؤتمر نقابات العمال باللائمة على «الرأسماليين اليهود» باعتبارهم «وراء الحرب والإمبريالية بوجه عام».

### الهجرة اليهودية ووعد بلفور
من عام 1880 وحتى عام 1921، نما المجتمع الأنجلو-يهودي في بريطانيا أربعة أضعاف أي حوالي من 80,000 وحتى 317,000 نسمة وذلك بسبب الهجرة من أوروبا الشرقية وارتفاع معدل المواليد للسكان القادمين. دعم اليهود البريطانيون الحركة العمالية خلال القرن العرشين بشكل عام. انضسبت حركة بولاي زايون (بريطانيا العظمى)، وهي حركة عمال يهودية، والتي سميت فيما بعد الحركة العمالية اليهودية، في وقت لاحق إلى حزب العمال في المملكة المتحدة في عام 1920. كان العديد من زعماء حزب العمال البارزين على صلة بأهداف الحركة الصهيونية الاشتراكية، لكنهم كانوا مترددين في البداية في الضغط من أجل الحصول على الدعم البرلماني من أجل تخفيف العقبات التي تحول دون الهجرة اليهودية إلى فلسطين، نظرًا لالتزام الحزب بسياسة معادية للاستعمار. في عام 1920، قدموا دعمًا غير مشروطًا لكل من وعد بالفور والانتداب البريطاني على فلسطين. أكَّدت المبادئ الأساسية على (أ) نمو تدريجي لوطن يهودي من خلال الهجرة الانتقائية؛ (ب) حلّ الدولة الواحدة (ج) انتقاد البرنامج الانفصالي للصهيونية.

### دعم إسرائيل
بوجه عام، استمر دعم حزب العمال لإسرائيل طوال تلك الفترة، إذ أنه من المتوقع أن يؤدي خط العمل الصهيوني في بناء الدولة اليهودية إلى الاشتراكية والتنمية في الشرق الأوسط بشكل شامل. انتقد إرنست بفين، وزير خارجية بريطانيا في الفترة من عام 1945 وحتى عام 1951، مجموعة الأهداف الصهيونية؛ وقال بأن الأمريكيين يؤيدون الهجرة اليهودية إلى فلسطين لأنهم «لا يرغبون بوجدود الكثير من اليهود في نيويورك». عبَّر بفين أيضّا عن الهراء المتعلق بمعاداة السامية بين اليهود والمال، فضلًا عن الشيوعية. لا يوجد أي دليل على أن ذلك قد أثر على قرارات بفين السياسية.

### نوايا اليهود في التصويت
في فترة الثمانينات من القرن العشرين، دعم معظم السكان اليهود مارغريت ثاتشر، خاصة بوجودها بدائرة فينتلشي الانتخابية. وقد كان كل من توني بلير وجوردون براون من رعايا الصندوق القومي اليهودي وعضوين في رابطة أصدقاء العمل في إسرائيل، وكانا من بين العديد من الناخبين اليهود الذين عادوا إلى الحركة العمالية في أواخر التسعينات بعد تحديد إطار حزب العمال الجديد، بعد أن أظهرت استطلاعات الرأي العامة بأن اليهود منقسمون بالتساوي بين العمال والمحافظين، واستمر الوضع على هذا الشكل حتى عام 2010، عندما انتخب حزب العمال أول زعيم يهودي له، إد ميلباند، بعد فوزه على شقيقه، ديفيد ميلباند، بفارق ضئيل.